# Moodie Island
Moodie Island är en ö i Kanada.   Den ligger i territoriet Nunavut, i den östra delen av landet, 2 200 km norr om huvudstaden Ottawa. Arean är 233 kvadratkilometer. Ön är den nordligaste i arkipelagen Lemieux Islands.
Terrängen på Moodie Island är kuperad. Öns högsta punkt är 713 meter över havet. Den sträcker sig 28,3 kilometer i nord-sydlig riktning, och 23,9 kilometer i öst-västlig riktning.
Trakten runt Moodie Island består i huvudsak av gräsmarker.